# إزونا أوزوشوكو
إزونا أوزوشوكو (بالإنجليزية: Izunna Uzochukwu)‏ (11 أبريل 1990 بنيجيريا - ) هو لاعب كرة قدم نيجيري في مركز الوسط. شارك مع منتخب نيجيريا لكرة القدم. أما مع النوادي، فقد لعب مع أمكار بيرم ونادي أودنسه ونادي ميتييلاند.

## وصلات خارجية
- إزونا أوزوشوكو على موقع الاتحاد الأوربي (الإنجليزية)
- إزونا أوزوشوكو على موقع إي إس بي إن إف سي (الإنجليزية)
- إزونا أوزوشوكو على موقع قاعدة بيانات كرة القدم.إي يو (الإنجليزية)
- إزونا أوزوشوكو على موقع ناشيونال فوتبول تيمز (الإنجليزية)
- إزونا أوزوشوكو على موقع Soccerbase.com (لاعب) (الإنجليزية)
- إزونا أوزوشوكو على موقع Soccerway.com (الإنجليزية)
- إزونا أوزوشوكو على موقع عالم كرة القدم.نت (الإنجليزية)